# Кирил Воденичаров
Кирил Владимиров Воденичаров е български парашутист, заслужил майстор на спорта.

## Биография
Роден е на 5 октомври 1929 г. в село Габрешевци, Кюстендилско. Образование – висше, машинен инженер.
За първи път скача на 11 септември 1946 г. Първият му треньор е м.с. Васил Ганчев. Първият му успех е шампионската титла от Братислава. Участвал е в 3 световни първенства. Има 5 медала – 1 златен и 1 сребърен от единичните доцелни скокове и 1 сребърен и 2 бронзови от груповите скокове и отборните шампионати в Братислава, Мусачево, Ориндж. Носител е на Адриатическата купа през 1959 г. от Тиват (Черна гора, Югославия). Стартирал е в 10 републикански първенства – първото в 1952 г. Многократен световен и републикански рекордьор.